# Isaac Willaerts
Isaac Willaerts (Utrecht, 1620 - Utrecht, 24 de juny de 1693). Fou un pintor barroc neerlandès especialitzat en pintures de marines.

## Biografia
Tercer dels fills pintors d'Adam Willaerts, el 1637 es va registrar com a aprenent al gremi de Sant Lluc d'Utrecht, al qual va continuar pertanyent fins a la seva mort. Com el seu pare, va col·laborar en alguna ocasió amb Jacob Gillig, especialitzat en la pintura de peixos. El 1667, per encàrrec de l'ajuntament d'Utrecht, es va encarregar de la restauració dels retrats dels membres de la Germandat de Jerusalem que havia pintat Jan van Scorel el segle anterior.
Format amb el seu pare i de conformitat amb la tradició familiar es va especialitzar en la pintura de paisatges marins, amb vaixells entrant al port o pròxims a les platges on es desenvolupen tasques de càrrega i descàrrega i d'altres escenes costumistes. Més rarament va pintar escenes de naufragi, amb tints dramàtics i tons predominantment freds, com a Vaixells mercants anglesos i holandesos en un naufragi, taula signada i datada el 1646.